# Xavier (voornaam)

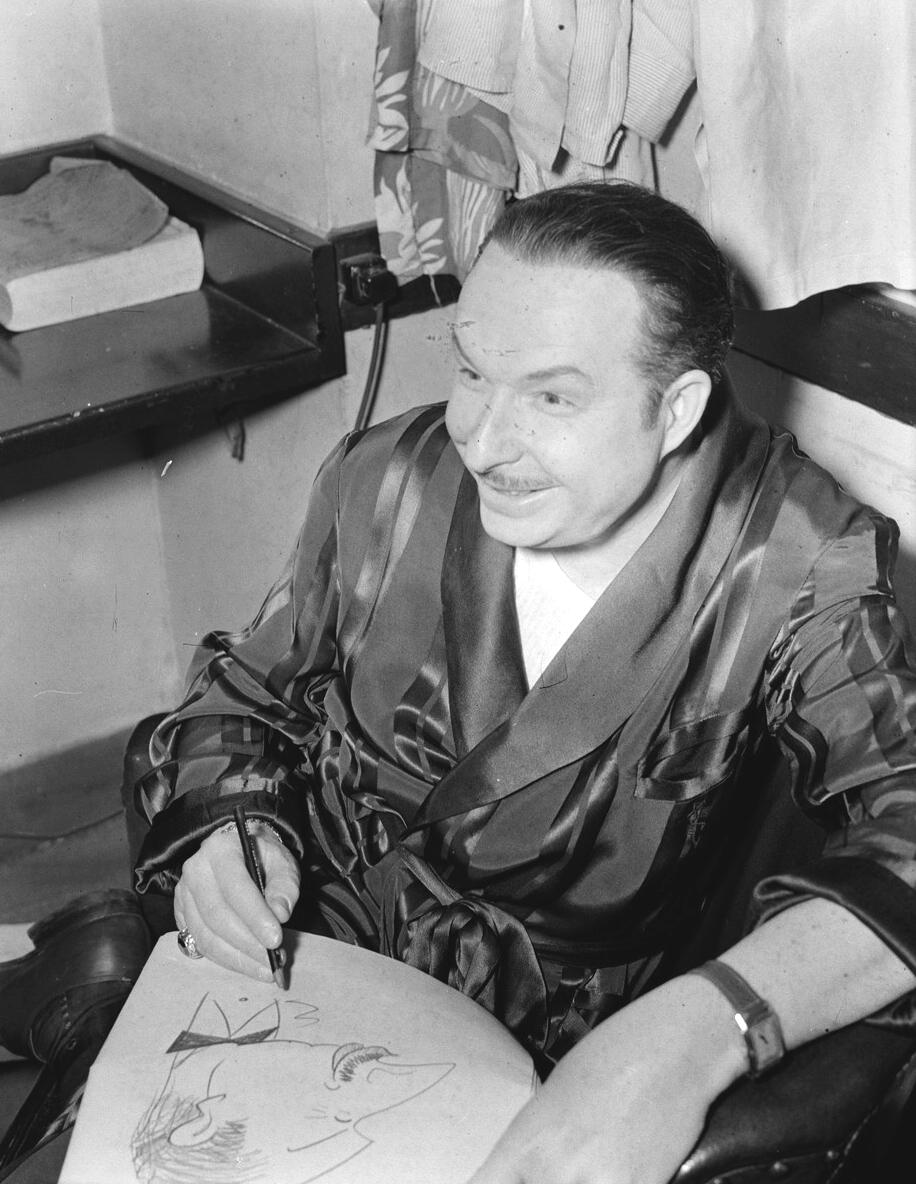
Xavier Cugat

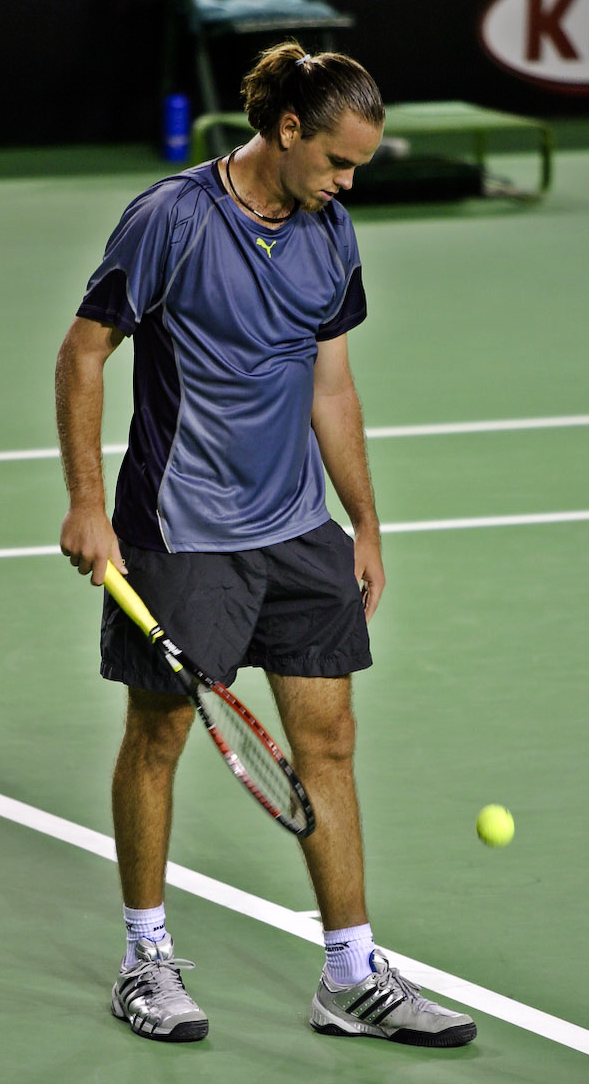
Xavier Malisse

Xavier is een jongensnaam met een Baskische oorsprong. Hij is afkomstig van Jaberri, dat teruggaat op het woord exaberri/etchaberri of etxe berri wat nieuw huis betekent.

## Varianten
De volgende namen (o.a.) zijn varianten of afgeleiden van Xavier:
- Verius, Xaverius

De naam komt ook in andere talen voor:
- Baskisch: Xabier
- Catalaans: Xavier
- Duits: Xaver, Xaverius
- Engels: Xavier
- Frans: Xavier
- Galicische: Xavier, Xabier
- Italiaans: Saverio
- Spaans: Javier

## Heiligen
- Franciscus Xaverius, Spaans jezuïeten-missionaris

## Koninklijke hoogheden en adel
- Xaverius van Saksen, graaf van Lausitz
- Xavier van Bourbon-Parma, hertog van Parma

## Bekende naamdragers

### Saverio
- Saverio Mercadante, Italiaans componist

### Xabier
- Xabi Alonso (Xabier Alonso Olano), Spaans voetballer
- Xabier Etxeita Gorritxategi, Spaans voetballer

### Xaver
- Xaver Scharwenka, Duits componist, pianist en muziekpedagoog

### Xavier
- Xavier Bettel, Luxemburgs politicus
- Xavier Bichat, Frans bioloog en fysioloog
- Xavier Carter, Amerikaans atleet
- Xavier Cugat, Amerikaans muzikant en bandleider
- Xavier Hernandez (Xavi), Catalaans/Spaans voetballer
- Xavier Malisse, Belgisch tennisser
- Xavier Margairaz, Zwitsers voetballer
- Xavier Montsalvatge, Spaans componist
- Xavier Naidoo, Duits zanger
- Xavier Pons, Spaans rallyrijder
- Xavier Samuel, Australisch acteur

## Fictief figuur
- Xavier De Baere, typetje van Lucas Van den Eynde
- Xavier Latour, personage uit de Vlaamse serie Familie
- Xavier Waterslaeghers, personage uit de Vlaamse reeks F.C. De Kampioenen

## Stormen
- De Sinterklaasstorm van 2013 kreeg in Duitsland de naam Xaver